# Гора Святого Іллі
Гора Святого Іллі або Пік Боундари 186 (англ. Mount Saint Elias) — гора в Північній Америці, висотою — 5489 метрів. Розташована на крайньому південному сході штату Аляска, у Сполучених Штатах Америки, на кордоні з Канадою.

## Географія
Вершина розташована у горах Святого Іллі, що в північній частині Північноамериканських Кордильєр, на кордоні штату Аляска (США) та Юкону (Канада), за 433 км на північний-захід від столиці штату Аляска — Джуно, за 616 км на південний-схід від найвищої гори США і Північної Америки — Деналі (6191 м) та за 42 км на південний-захід від найвищої гори Канади — Лоґан (5959 м). Північна, канадська сторона гори лежить на території національного пару «Клуейн», а південна, американська — на території національного пару «Врангель-Сент-Елайс».
Абсолютна висота вершини 5489 метрів над рівнем моря (4-та за висотою гора Північної Америки та 2-га — в Канаді і США). Відносна висота — 3429 м. За цим показником вона займає 11-те місце у Північній Америці та 53-тє у світі. Топографічна ізоляція вершини відносно найближчої вищої гори Проспектор (5644 м), одного з західних піків масиву Лоґан, що на південному-заході Юкону, становить 41,25 км.

## Історія підкорення
Першими європейцями, які побачили гору Святого Іллі, були учасниками експедиції відомого данського мореплавця Вітуса Беринга 16 липня 1741 року (за старим стилем).
Вершина була вперше офіційно підкорена 31 липня 1897 року групою альпіністів під керівництвом знаменитого дослідника принца Луїджі Амедео, (який також розвідав сучасний стандартний маршрут на гору Чоґорі/К2 (8611 м) у 1909 році разом з відомим італійським фотографом та альпіністом Вітторіо Селла.
Друге сходження на вершину відбулося тільки у 1946 році, коли група з Гарвардського альпклубу на чолі з відомим гірським істориком Ді Моленааром, його братом Корнеліусом, Ендрю і Бетті Кауфманами, Мейнардом Міллером, Вільямом Латаді та Бенджаміном Феррісом, піднялися маршрутом — «Південно-західний гребінь».
Перше зимове сходження було виконано 13 лютого 1996 року Девідом Бріггсом, Гарднером Хітоном та Джо Рейчертом.
На гору підйоми виконуються не часто, через складні маршрути підйому, тривалі періоди поганої погоди (в основному снігопади та низька видимість).